# 24734 Kareness
24734 Kareness è un asteroide della fascia principale. Scoperto nel 1992, presenta un'orbita caratterizzata da un semiasse maggiore pari a 2,6692429 UA e da un'eccentricità di 0,1584224, inclinata di 11,95754° rispetto all'eclittica.